# Marielle Franco
Marielle Franco (født 27. juli 1979 i Rio de Janeiro, død 14. marts 2018 samme sted) var en brasiliansk sociolog, rådgiver, menneskeretsforkæmper, feminist og lokalpolitiker.

## Opvækst og videre liv
Franco blev født i en af de farligste favelaer i Rio de Janeiro, Maré, hvor hun også voksede op. Hun fik et barn som 19-årig, som hun var enlig mor for. Barnets far var kun til stede de første år. Hun arbejdede som førskolelærer til en mindsteløn på ca. 200 dollar om måneden. I 2002 blev hun optaget på et universitet i byen på et fuldt stipendium. Universitet betragtes som et af de mest prestigefulde i byen.  Hun var en af to sorte kvinder på universitetet, der studerede sociologi.
I 2016 blev hun valgt ind i byrådet med 46.000 stemmer (femteflest stemmer), hvor hun arbejdede for byens minoriteter og mod politiets brug af magt. I dette byråd var hun den eneste sorte kvinde blandt de 51 medlemmer. Dette på trods af, at halvdelen af Brasiliens indbyggere er enten af sort eller blandet race.
Som menneskeretsaktivist kæmpede hun blandt andet for sorte menneskers rettigheder, afro-brasilianere, de fattige, LGBT-fællesskaberne (hun var selv lesbisk) og for kvinder generelt. En måneds tid før hendes død havde den brasilianske præsident Michel Temer underskrevet et dekret, der tillod forbundshæren at blive indsat i delstaten Rio de Janerio, for at bekæmpe volden i delstaten, hvilket Franco var modstander af. I slutningen af måneden blev hun formand for en kommission, der skulle undersøge, om den forbundshæren misbrugte dette.

## Drabet
Hun blev skuddræbt i marts 2018 efter et politisk arrangement, der hed Jovens Negras Movendo Estruturas (unge sorte kvinder flytter (magt)strukturerne) i Rio de Janeiro, hvor hun bliver ramt af fire skud affyret med en kaliber 9 mm pistol fra en anden bil, efter fire kilometers kørsel fra arrangementet. Udover Franco blev hendes chauffør også dræbt. Drabet blev udover i Brasilien efterfølgende markeret over hele verden. Drabet bliver af nogen betegnet som en politisk motiveret likvidering.
Drabet fik titusinder af brasilianere til at kræve retfærdighed. Folk gik på gaden i Rio de Janeiro, hvor de råbte "Marielle presente!" (Marielle er her!). Der opstod derudover også protester i byer som New York, Paris, Berlin, London, München, Stockholm og Lissabon. De første par dage efter drabet blev hun nævnt i mere end tre millioner tweets, sendt fra 54 lande. Der blev typisk brugt hashtags som #MariellePresente og #SayHerName. Hendes død fik også folk til at reagere mod racismen i Brasilien.
Ifølge den offentlige anklager stammer projektilet fra politiets våbenlager, og har en mistanke om, at drabet er udført af en korrupt politibetjent.